# Matej Oravec
Matej Oravec (sinh 30 tháng 3 năm 1998) là một cầu thủ bóng đá Slovakia thi đấu cho Spartak Trnava ở vị trí trung vệ hay tiền vệ phòng ngự.

## Sự nghiệp câu lạc bộ

### Spartak Trnava
Oravec ra mắt tại Fortuna Liga cho FC Spartak Trnava trước Podbrezová ngày 17 tháng 7 năm 2016.